# نادي فاساس
نادي فاساس هو نادي كرة قدم في المجر تأسس في 16 مارس 1911. يلعب في البطولة الوطنية المجرية.